# Park Byeong-seug
Dans ce nom coréen, le nom de famille, Park, précède le nom personnel Byeong-seug.
Park Byeong-seug (hangeul: 박병석) né le 25 janvier 1952, est un homme politique sud-coréen. Il est député pour le Dajeon à l'Assemblée nationale coréenne depuis 2000, et en est le président depuis le 5 juin 2020.

## Biographie

### Jeunesse et formation
Park Byeong-seug est né à Daejeon à l'époque dans la province de Chungcheong du Sud en Corée du Sud. En 1978, Il sort diplômé avec un bachelor en droit de l'université de Sungkyunkwan, puis en 2005 d'un doctorat en communication de masse de l'université de Hanyang.

### Carrière professionnelle
Il rejoint le quotidien Joong-ang Ilbo en 1985, où il est correspondant à Hong Kong ce qui lui permet de couvrir les manifestations de la place Tian'anmen en 1989, et notamment l'arrestation du secrétaire général du Parti communiste chinois Zhao Ziyang.
Il sera ensuite directeur du département de l'industrie, du département de l'économie et directeur de la rédaction du journal.

### Carrière politique
Avant l'élection présidentielle de 1997, Park rejoint le NCNP qui formera quelques années plus tard le parti démocrate bien que l'Union démocrate libérale (ALDE) était mieux implanté dans sa région. En 1998, il devient le porte-parole du parti, puis l'année suivante devient adjoint chargé des affaires politique au maire de Séoul Goh Kun.
Il choisit de se présenter aux élections de 2000 dans la ville de Daejeon et est élu à l'Assemblée nationale. Il y est réélu depuis à chaque législatives.
Après les élections de 2016, il se présente pour la place de président de l'Assemblée, mais arrive derrière Moon Hee-sang et  Chung Sye-kyun qui est élu président. En 2018, Park Byeong-seug échoue de nouveau face à Moon Hee-sang pour remplacer Chung à la présidence.
En 2020, le Parti démocrate remporte largement les législatives, ce qui lui permet d'être élu président de l'Assemblée nationale. Il est prend ses fonctions le 5 juin 2020. Il travaille avec Kim Sang-hee, première femme à être nommée vice présidente de l'assemblée, et Chung Jin-suk (en), autre vice président issu du parti d'opposition Pouvoir au peuple.